# 刘沛轩
刘沛轩（1992年11月7日—），湖南长沙人，中國男子羽毛球运动员。

## 簡歷
刘沛轩在上小學五年级時被湖南省体校的教练看中，一年後正式进入了省体校，並在數年後进入省队。然而，他在国少队、国青队的选拔赛中卻屢受挫折，教练不想浪费他的能力，於是决定让他改练双打。
2008年，原來的国家二队解散，刘沛轩與回归湖南省队的胡文卿组成搭档，二人憑藉优异成绩入選新組成的国家二队。2009年，他首次代表國家隊參加国际比赛2009年亞洲青年羽毛球錦標賽，雖在男双比赛成绩一般，卻在混双比赛夥拍夏欢奪得亞軍。
此後，刘沛轩在混双项目上取得了較佳的成績。2010年，他與首次搭档的汤金华出戰中国羽毛球大师赛，第一轮即淘汰中華台北的名將李勝木/簡毓瑾，最後更成功闖進八强。同年年末，他又與汤金华搭档出戰印度羽毛球大獎賽，並奪得他們首个国际比赛冠军。

## 主要比賽成績
只列出曾進入準決賽的國際賽事成績：
| 年份   | 賽事                 | 公開賽級別 | 項目     | 拍檔   | 成績   |
| ------ | -------------------- | ---------- | -------- | ------ | ------ |
| 2009年 | 亞洲青年羽毛球錦標賽 | 其他       | 混合雙打 | 夏欢   | 銀牌   |
| 2009年 | 世界青年羽毛球錦標賽 | 其他       | 混合團體 | －     | 金牌   |
| 2009年 | 世界青年羽毛球錦標賽 | 其他       | 混合雙打 | 夏欢   | 準決賽 |
| 2010年 | 印度羽毛球大獎賽     | 大獎賽     | 混合雙打 | 汤金华 | 冠軍   |

| 2007-2017年 | 首要超級賽 | 超級賽 | 黃金大獎賽 | 大獎賽 | 國際挑戰賽 | 國際系列賽 | 未來系列賽 | 其他 |

| 2018-2026年 | 總決賽 | 超級1000賽 | 超級750賽 | 超級500賽 | 超級300賽 | 超級100賽 | 國際挑戰賽 | 國際系列賽 | 未來系列賽 | 其他 |